# NGC 2956
NGC 2956 este o galaxie spirală situată în constelația Hidra. A fost descoperită în 1886 de către Frank Muller.